# Pompano Beach
Pompano Beach è una city degli Stati Uniti d'America, situato nella contea di Broward dello Stato della Florida. Nel 2020 la popolazione era di 112 046 abitanti.
La città è gemellata dal 2018 con Termoli, città costiera della provincia di Campobasso, dal 2023 con Ercolano e dal 2024 con Ascoli Satriano.

## Geografia fisica
Secondo i rilevamenti dello United States Census Bureau, Pompano Beach si estende su una superficie di 66,82 km² (25,80 mi²).